# St. Paul (Canada)
St. Paul is een plaats (town) in de Canadese provincie Alberta en telt 5106 inwoners (2006).